# Gerry Simpson
Gerry Simpson (geboren 1963 in Fraserburgh) ist ein britisch-australischer Völkerrechtler.

## Leben
Gerry Simpson studierte Jura an der University of Aberdeen, der University of British Columbia. An der University of Michigan wurde er promoviert.
Simpson lehrte von 1995 bis 1998 Rechtswissenschaft an der Australian National University, danach ab dem Jahr 2000 an der London School of Economics (LSE) und von 2007 bis 2015 an der University of Melbourne. Er ist seit dem Jahr 2016 Professor für Internationales Recht an der LSE. 2019 wurde Simpson in die British Academy gewählt.

## Schriften (Auswahl)
- Great Powers and Outlaw States. Cambridge, 2004
- Law, War and Crime: War Crimes Trials and the Reinvention of International Law. Polity 2007
- mit Yuki Tanaka, Tim McCormack (Hrsg.): Beyond Victor’s Justice: The Tokyo War Crimes Trial Revisited. Martinus Nijhoff, 2011
- mit Kevin Jon Heller (Hrsg.): The Hidden Histories of War Crimes Trials. OUP, 2014
- mit Raimond Gaita: Who’s Afraid of International Law? Monash, 2016